# Noi siamo tutto
Noi siamo tutto (Everything, Everything) è un film del 2017 diretto da Stella Meghie, adattamento cinematografico dell'omonimo romanzo di Nicola Yoon. Vede come protagonisti Amandla Stenberg e Nick Robinson, nei ruoli di Maddy e Olly.
È stato pubblicato il 19 maggio 2017 dalla Warner Bros. Pictures, ha ricevuto recensioni contrastanti dalla critica e ha incassato 61 milioni di dollari in tutto il mondo.

## Trama
Madeline "Maddy" Whittier ha 18 anni ed è affetta da una grave immunodeficienza                  (SCID): è perennemente bloccata in casa, perché la malattia non le permette di esporsi al mondo esterno. La sua stanza preferita è quasi completamente finestrata, così Maddy, che ha davvero una grande immaginazione, fantastica che il vetro cada e la liberi. L'unica persona che vive con lei è sua madre Pauline, un medico che monitora continuamente il suo stato di salute.
Maddy passa perciò le sue giornate o davanti alla finestra a sognare ad occhi aperti, o su Internet, dove si tiene informata su cosa succede nel mondo esterno e si è persino iscritta ad un gruppo di supporto con incontri online, così da poter parlare con qualcuno. Inoltre, sempre su Internet, la ragazza ha frequentato un corso di architettura, infatti spesso crea dei bellissimi modellini in cui piazza sempre un astronauta come soggetto, perché Maddy si sente esattamente così, come un astronauta bloccato nello spazio.
Quando sua madre è all'ospedale per lavorare, Maddy ha anche un'infermiera che si prende cura di lei: Carla, unica altra persona che Maddy vede dal vivo. Un giorno lei si accorge di avere dei nuovi vicini, e si innamora perdutamente del loro figlio, Oliver detto "Olly", così come lui di lei, e i due iniziano a messaggiarsi, dopo che il ragazzo ha scritto il suo numero sulla finestra per farlo vedere a Maddy. Dopo che Carla le concede di far entrare Olly in casa loro purché i due restino ai lati della stanza, Maddy si veste meglio del solito (di solito ha sempre pantaloni e magliette bianchi) e finalmente parla al vicino dal vivo.
Un giorno Maddy assiste ad una violenta lite tra Olly e suo padre in giardino, così corre fuori per aiutare il ragazzo: qui arriva anche Pauline che, infuriata e preoccupata, la ritrascina a casa. Quando la figlia le dice di essersi innamorata di Olly, Pauline, pur capendola, le vieta di vederlo ancora, per poi licenziare Carla il giorno seguente.
Maddy allora smette di incontrare Olly che, sentendosi in colpa, le fa trovare una mattina molte foto dell'oceano, così che la ragazza possa vederlo, suo più grande sogno da sempre.
Una sera chiede ad Olly di portarla alle Hawaii per scoprire se è davvero malata: lì, dopo che passano un'intera giornata in spiaggia e fanno l'amore quella notte, Maddy si ammala e, dall'ospedale di Maui si ritrova nuovamente a casa sua, nel proprio letto.
Pensa di avere messo sottosopra la vita a Olly e decide di non scrivergli più, infatti quando lui se ne va con la sorella e la madre, decisa a divorziare dal marito, Maddy non lo saluta.
Dopo un messaggio ricevuto dal medico che l'ha assistita a Maui, Maddy scopre di non avere alcuna malattia rara e che si tratta soltanto di un'invenzione di sua madre Pauline per tenerla sempre con sé, dopo aver tragicamente perso il figlio e il marito in un incidente d'auto: Maddy, dopo essersi ripresa dallo shock, decide comunque di perdonarla, ma parte subito per New York, dove Olly si è trasferito.
I due si danno appuntamento in una libreria e, una volta riuniti, decidono di rimanere insieme per sempre.

## Produzione
Le riprese del film sono iniziate il 6 settembre 2016 a Vancouver, nella British Columbia.

## Rilascio
Noi Siamo Tutto è stato fatto uscire al cinema il 19 maggio 2017, da Warner Bros. Pictures e Metro-Goldwyn-Mayer Pictures. Originariamente l'uscita era prevista per il 18 agosto 2017, ma è stata spostata fino alla data di maggio.

### Critica
Su Rotten Tomatoes, il film ha un punteggio di approvazione del 45% basato su 112 recensioni, con un punteggio medio di 5,21 / 10. Il consenso critico del sito web recita: " Tutto, dovrebbe strattonare le corde del cuore dei giovani in modo abbastanza efficace, ma potrebbe non essere abbastanza avvincente da attrarre spettatori meno inclini alla melodrammatica".
Su Metacritic, il film ha un punteggio di 52 su 100, basato su 26 critici, che indica "recensioni miste o medie".
Le audience intervistate da CinemaScore hanno dato al film un voto medio di "A-" su una scala da A + a F.

### Box office
Noi Siamo Tutto ha incassato $ 34,1 milioni negli Stati Uniti e in Canada e $ 27,5 milioni in altri paesi, per un totale mondiale di $ 61,6 milioni, contro un budget di produzione di $ 10 milioni.

## Riconoscimenti
2017 – Teen Choice Awards
- Teen Choice Award al miglior film drammatico
- Candidatura alla migliore attrice per Amandla Stenberg
- Candidatura al migliore attore per Nick Robinson

2018 – NAACP Image Award
- Candidatura alla migliore attrice per Amandla Stenberg
- Candidatura alla miglior regia per Stella Meghie